# 伯纳德·巴鲁克
伯纳德·巴鲁克（英語：Bernard Mannes Baruch，1870年8月19日—1965年6月20日），是一名美国金融家、股票投资商、慈善家、政治家。

## 生平
1870年生于南卡罗来纳州卡姆登，毕业于纽约市立学院。曾在美国总统伍德罗·威尔逊和富兰克林·罗斯福手下担任政治顾问。